# South Duffield
South Duffield – osada w Anglii, w North Yorkshire, w dystrykcie (unitary authority) North Yorkshire, w civil parish Cliffe/Wressle. Leży 20 km od miasta York i 260.5 km od Londynu. W 1931 roku civil parish liczyła 159 mieszkańców.